# Karagity Antal
Karagity Antal (horvátul: Antun Karagić) (Gara, 1913. június 2. – Pécs, 1966. december 12.) magyarországi bunyevác irodalmár, realista író. Színházi komédiákat és novellákat írt. A második világháború végén és a háborút követő időkben a jugoszláv kommunista állambiztonsági szolgálat, az OZNA (Odelenje za Zastitu Naroda, vagyis Népvédelmi Osztály) ügynökeként aktív fegyveres partizán- illetve propagandatevékenységet folytatott az úgynevezett bajai háromszög, azaz Baja és a környező települések (Hercegszántó, Gara, Györgypuszta, Bácsbokod, Csávoly és Felsőszentiván) Jugoszláviához csatolása érdekében.

## Politikai tevékenysége
1944. október 20-án a szovjet hadsereg alakulati bevonultak Bajára. Ezt a helyzetet kihasználva 1944 novembere 1945 márciusa között jugoszláv partizánok szállták meg Baja városát és a környező településeket, azzal a határozott céllal, hogy a "bajai háromszög"-ként is emlegetett területet elszakítsák Magyarországtól és a kommunista Jugoszláviához csatolják. A jugoszláv állambiztonsági szolgálat irányítása alatt álló fegyveres partizánok Garán, Csávolyon és Hercegszántón a magyar hatóságokkal szembeszegülő saját fegyveres katonai és rendőri hatóságokat szerveztek. A fegyveresek vezetője és a jugoszláv katonai hatóságok felállításának szervezője az OZNA ügynökeként tevékenykedő és a belgrádi irányítás alatt álló Karagity Antal garai bunyevác lakos volt. 1944 novemberében csonka Bács-Bodrog vármegye 26 településének a felét tartották megszállva Karagity partizánjai. 1944. november 5-én Karagity és fegyveres partizánbirgádja a bajai városházát is elfoglalta, és két napra eltávolították a város polgármesterét, dr. Takács Endrét, majd kinyilvánították Baja város Jugoszláviához tartozását. A partizánakciónak Baja szovjet katonai parancsnoka vetett véget azzal, hogy kiutasította Karagityot és embereit a városból. Decemberben a város katonai parancsnokát a szovjetek lecserélték, így ezt a helyzetet kihasználva Karagity és fegyveresei december 15-én ismét megpróbálták átvenni a hatalmat a bajai városházán, de ekkor már a szabadkai partizánparancsnokkal együtt próbálkoztak. A második kísérlet is kudarcot vallott, mivel dr. Takács Endre polgármester rendkívüli bátorsággal és határozottsággal lépett fel a fegyveres partizánbrigáddal szemben. Az új szovjet városparancsnok ekkor már elrendelte Karagity és partizánjai letartóztatását, mire azonban a szovjet katonák a városházára értek, Karagity és partizánbrigádja eliszkolt. Dr. Takács Endre polgármester élete Karagity első megjelenése óta veszélyben volt, mivel szinte naponta kapta a fenyegetéseket, ezért a szovjet parancsnokság egy fegyveres őrt rendelt ki a polgármester életének védelmére, 1945. január 11-től pedig egy gárdakapitány is védte a polgármester életetét. 1945 januárjában harmadszor is megpróbálták Karagityék elfoglalni a városházát, de harmadszor is kudarcot vallottak. A sikertelen kísérletek után 1945 januárjában Karagity vezetésével egy húsz tagú küldöttség utazott Belgrádba és személyesen Titónál kérték a térség Jugoszláviához csatolását. A küldöttség tagja volt az a Szaboljev Bertalan is, akinek az apja, Szaboljev József az I. világháborút követően Párizsban is járt, és már ott követelte Baja és környékének Jugoszláviához csatolását, és a küldöttségben részt vett még az a Gyurity Branko is, aki 1947-ben az MKP (Magyar Kommunista Párt) bajai járási titkára lett.
Miután azonban 1945. január 20-án aláírták a fegyverszüneti egyezményt, a magyar hatóságok és a határőrség határozott fellépése miatt a fegyveres partizánok úgynevezett "népfelszabadító bizottságai" és a jugoszláv milíciák kénytelenek voltak beszüntettni "népfelszabadító" működésüket és fokozatosan át kellett engedniük a közigazgatás irányítását a magyar polgári, rendőri és katonai hatóságoknak. Karagity ezután Jugoszláviába, Regőce községbe menekült. Egy 1945. július 21-én kelt röpiratban, amit "a bajai háromszög népfelszabadító és antifasiszta mozgalma" aláírással látott el a szerzője, ismeretlenek követelték "kipróbált harcosuk", Karagity hazatérését "lehetővé tenni" "Magyarországra, a bajai háromszögbe". Barcsay István bajai alispán 1945. szeptember 6-án kelt miniszterelnöki jelentésében így fogalmaz: "a röpiratnak a magam részéről nem tulajdonítok sok jelentőséget, mert nézetem szerint annak kiadása és terjesztése Karagity szűkebb híveitől, esetleg rokoni körétől ered". A röpirat úgy fogalmaz, hogy a megoldást elsősorban a Magyar Kommunista Párttól várja. Miután Karagity visszatérését a magyar hatóságok  "bajai háromszögbe lehetővé tették", megalakította a Magyarországi Délszlávok Antifasiszta Frontját, ami 1946. május 19-20-án Baján tartotta I. Kongresszusát. "Ez a kongresszus választotta meg a Front központi végrehajtó bizottságát, melynek tagjai lettek a bajai háromszög képviseletében: Karagity Antun, Galics Ljubinkó, Szabovljev Jozo, Garics Vita, Samen Andrija, Obranovszkij Andrija, Hjukovics Gábor, Tomics Alekszander, Vujics Pavle, Vidákovics Mariska, Rajics Mikola, Gyukics Vince."

A vármegye szociáldemokrata alispánja az alábbiakat írja az 1946. május 15-én kelt jelentésében:
"Mint már előbbi jelentésemben kitértem, súrlódások a pártok között csak szláv lakta községekben vannak. A szlávság nagy része a kommunista párt tagja. Azonban tevékenységét ott nem annyira kommunista eszmék kifejtésére, mint inkább nemzetiségi, mondhatni soviniszta céljai elérésére fordítja. A legutóbbi délszláv összeírások során törvényhatóságom egész területén számuk pontosan 6478 fő. Ezek közül horvát 89, bunyevác 6046, szlovén 25, szerb 318 anyanyelvű ezeknek is csak igen kis hányada vallotta magát nyíltan délszláv nemzetiségűnek, ugyanakkor pedig a községi elöljáróságokban és népi szervekben túlsúlyra törekszenek, így Bácsalmás, Gara, Katymár, Hercegszántó községekben fejtenek ki tevékenységet Jugoszláviához való csatlakozásuk érdekében..."
1947-re egyértelművé vált, hogy a trianoni határok megváltoztatására és a "bajai háromszög" Jugoszláviához csatolására nincs mód, mert sem a nyugati nagyhatalmak, sem Sztálin nem támogatta ezt a "népfelszabadító és antifasiszta" törekvést, ezért a fegyveres partizánok kényszerűen feladták a magyar területek Jugoszláviához csatolásáért folytatott küzdelmüket, és a délszláv szervezetek politikai tevékenysége ezután leginkább arra irányult, hogy hatalmi pozíciókat szerezzenek a községi nemzeti bizottságokban és a helyi közigazgatásban.
"Az 1948-as esztendőben azok a törekvések, amelyek a délszláv szervezetek különböző bizottságokban és testületekben való képviselet megszerzésére irányultak, csökkentek. Helyette (vagy mellette) olyan fellépések kerültek előtérbe, amelyek egy-egy községi képviselő testületi, vagy elöljárósági személy ellen irányultak", amennyiben a délszláv szervezetek szerint "nem megfelelően képviselte a délszlávok érdekét, vagy éppen nem beszélte a szerb-horvát nyelvet."

## Színművei
- Zaručnici (1937)
- Gospođica Zorka (bemutató: 1939)
- Zloba (1941)
- Svijest (1943)
- Rastatkinja i Ženina ljubomornost (1944)
- Katica i Kasina (1944)

## Külső hivatkozások
- Petrovo Selo Gradisce Horvát Kulturális Egyesület